# Pengersjön
Pengersjön är en sjö i Falu kommun i Dalarna och ingår i Gavleåns huvudavrinningsområde. Sjöns area är 0,021 kvadratkilometer och den befinner sig 246 meter över havet.